# Williams Lake

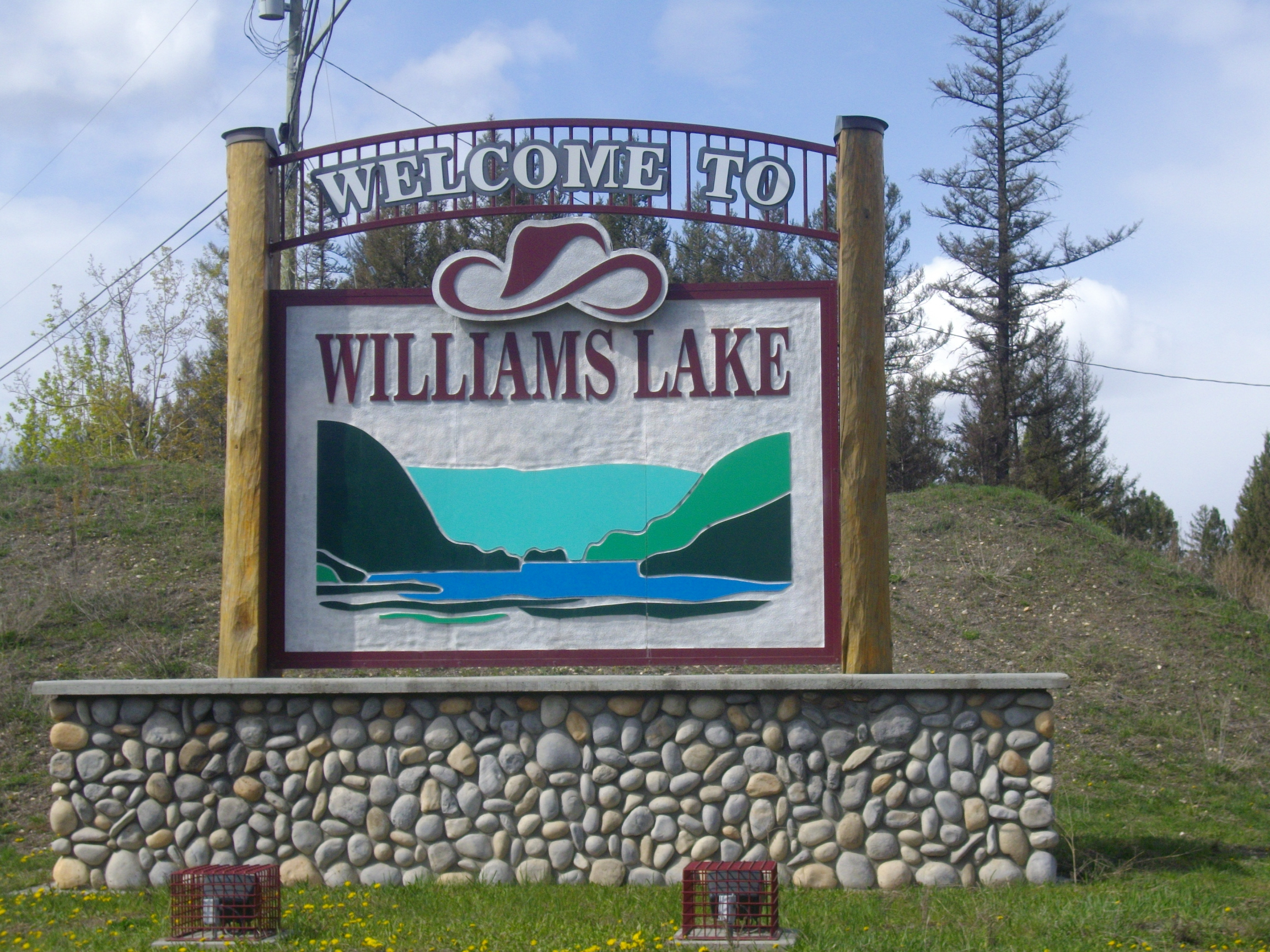
Placa de boas vindas em William Lake

Williams Lake é uma cidade do Canadá, província de Colúmbia Britânica. Sua população é de aproximadamente 11 150 habitantes (do censo nacional de 2001).